# Australia Zoo
L'Australia Zoo è uno zoo di 700 acri situato nello stato australiano del Queensland, sulla Sunshine Coast, vicino a Beerwah/Glass House Mountains. È un membro della Zoo and Aquarium Association (ZAA) ed è di proprietà di Terri Irwin, vedova di Steve Irwin, la cui serie di documentari sulla fauna selvatica The Crocodile Hunter e il nuovo show sulla sua famiglia Crikey! It's the Irwins, hanno reso lo zoo una popolare attrazione turistica.
L'Australia Zoo venne aperto da Bob e Lyn Irwin il 3 giugno 1970 con il nome di Beerwah Reptile and Fauna Park. Il loro figlio, Steve Irwin, aiutò i suoi genitori fin dall'infanzia a prendersi cura dei coccodrilli e dei rettili ospitati e a mantenere il numero crescente di animali nello zoo. Nel 1982 il parco venne ribattezzato Queensland Reptile and Fauna Park e lo zoo raddoppiò in dimensioni con l'acquisto di altri 4 acri. In seguito, Steve e Terri cambiarono il nome del loro parco naturale in crescita in Australia Zoo. Le riprese dei documentari di Steve e degli Irwin fornirono dei fondi extra, che Steve e Terri investirono nei progetti di conservazione e nella costruzione di nuove aree. A seguito della tragica morte di Steve durante le riprese di uno dei suoi documentari, Terri divenne la nuova proprietaria dello zoo.
L'Australia Zoo vinse gli Australian Tourism Awards per il 2003-2004 nella categoria Major Tourist Attraction. Nel 2004, l'Australian Animal Hospital è stato aperto accanto allo zoo per aiutare con la cura e la riabilitazione degli animali. Nel 2010, l'Australia Zoo ha vinto l'oro ai Queensland Tourism Awards per le principali attrazioni turistiche e nel 2019 ha vinto il RACQ People's Choice Award - Experience & Services. Il parco ospita 1200 animali, tra uccelli, mammiferi e rettili. Lo zoo ospita anche il Crocoseum un'arena didattica in cui i membri dello staff svolgono lezioni didattiche mentre nutrono i coccodrilli ed esibiscono animali. I visitatori possono avere anche incontri ravvicinati con gli animali.
L'attività dell'Australia Zoo è di proprietà di Australia Zoo Pty Ltd, ma il terreno su cui si trova lo zoo e la maggior parte dell'area circostante è di proprietà del Silverback Properties Pty Ltd.

## Storia

### 1970–1992
L'Australia Zoo venne aperto da Bob e Lyn Irwin il 3 giugno 1970 con il nome di Beerwah Reptile Park. Bob è un erpetologo di fama mondiale, considerato un pioniere nell'allevamento dei rettili, mentre Lyn fu una delle prime a prendersi cura e riabilitare la fauna selvatica malata e ferita nel Queensland sudorientale. Bob e Lyn passarono il loro amore e rispetto per la fauna selvatica ai loro tre figli: Joy, Steve e Mandy. Steve in particolare aiutò Bob e Lyn fin dall'infanzia a prendersi cura dei coccodrilli e dei rettili ospitati nello zoo e a mantenere il numero crescente di animali. Nel 1982, il parco venne ribattezzato Queensland Reptile and Fauna Park e l'area totale venne raddoppiata con l'acquisto di altri 4 acri. Nel 1987, venne aperto il Crocodile Environmental Park nel tentativo di aiutare la protezione dei coccodrilli marini. Negli anni '90 il Crocodile Environmental Park era diventato molto popolare ed era considerato unico per le sue esibizioni con i coccodrilli. L'area era principalmente utilizzata per ospitare coccodrilli marini adulti che erano stati catturati e rilocati in natura.

### 1992–2006
Gli anni '90 portarono molti cambiamenti: Bob e Lyn andarono in pensione e si trasferirono a Rosedale, nel Queensland, mentre Steve e Terri cambiarono il nome del loro parco naturale in crescita in Australia Zoo. Le riprese dei documentari di Steve e degli Irwin fornirono dei fondi extra, che Steve e Terri investirono nei progetti di conservazione e nella costruzione di nuove aree. La loro filosofia era che gli animali dello zoo fossero al primo posto, la squadra di keeper al secondo e i visitatori al terzo. Lo zoo si è anche ampliato con la creazione di un team gestionale e l'assunzione di circa 50 dipendenti. L'Australia Zoo vinse gli Australian Tourism Awards per il 2003-2004 nella categoria Major Tourist Attraction. Nel 2004, l'Australian Animal Hospital è stato aperto accanto allo zoo per aiutare con la cura e la riabilitazione degli animali selvatici. La struttura è stata costruita in un vecchio capannone di confezionamento di avocado ed è stata dedicata a Lyn. La struttura aveva un'unica sala operatoria e, con uno staff di 20 lavoratori a tempo pieno e 80 volontari, poteva prendersi cura di un massimo di 6.000 animali all'anno. Nel settembre 2006, Steve Irwin morì durante le riprese di uno dei suoi documentari a seguito dell'incontro con una pastinaca liscia, lo stesso anno in cui l'Australia Zoo Retail vinse il Tourism Retailing Award dai Qantas Australian Tourism Awards.

### 2007-presente
Nel 2007, lo zoo e il governo del Queensland hanno stipulato un accordo sulla terra che prevedeva la cessione di un appezzamento di terreno dalla foresta statale di Beerwah all'Australia Zoo in cambio di un terreno vicino alla foresta statale di Peachester ceduto al governo per essere adibito alla silvicoltura. Lo scambio ha consentito lo sviluppo di un'attrazione safari all'aperto, consentendo allo zoo di espandersi ad uno standard di livello mondiale. Nel 2008, un nuovo ospedale per animali da 5 milioni di dollari, ritenuto il più grande ospedale per animali selvatici al mondo, è stato aperto accanto a quello vecchio. La nuova struttura di 1.300 metri quadrati è costruita con mattoni di fango e fieno. Contiene due sale operatorie con aree di osservazione per studenti veterinari, due sale per trattamenti, unità di terapia intensiva per mammiferi, uccelli e rettili, una sala per i raggi X e aree pubbliche tra cui un'area di deposito, una farmacia, un asilo nido e una sala d'attesa, più una sala conferenze affittabile per aiutare a generare fondi operativi.
Il 15 marzo 2008 il quotidiano di Brisbane, The Sunday Mail, annunciò che l'Australia Zoo sarebbe stato venduto ad Animal Planet per creare un parco a tema faunistico in stile Disney da 100 milioni di dollari. Tuttavia, Terri smentì la notizia, affermando che non aveva intenzione di vendere lo zoo, ma stava cercando di espanderlo. Nonostante le voci secondo cui intendeva tornare negli Stati Uniti, Terri ha negato ha smentito tutto divenendo cittadina australiana il 20 novembre 2009.
Durante la stagione degli incendi boschivi australiani 2019-2020, il Wildlife Hospital associato allo zoo ha prestato soccorso alla fauna selvatica colpita dagli incendi, curando il suo 90.000º animale ferito.

## Animali
L'Australia Zoo ospita una vasta gamma di uccelli, mammiferi e rettili:

### Mammiferi
- Binturong
- Canguro grigio occidentale
- Canguro grigio orientale
- Canguro rosso
- Echidna dal becco corto
- Elefante di Sumatra
- Diavolo della Tasmania
- Dingo
- Ghepardo
- Giraffa di Rothschild
- Koala
- Lemure dalla coda ad anelli
- Lontra dalle piccole unghie
- Panda rosso
- Possum di montagna
- Possum volpino
- Rinoceronte bianco meridionale
- Suricato
- Tigre di Sumatra
- Tigre reale del Bengala
- Vombato comune
- Vombato dal naso peloso meridionale
- Wallaby dal collo rosso
- Wallaby delle rocce dai piedi neri
- Wallaby di palude
- Zebra di Chapman

### Uccelli
- Aninga australiana
- Ara aliverdi
- Ara gialloblù
- Ara scarlatta
- Aquila codacuneata
- Barbagianni delle erbe orientale
- Becco a sella asiatico
- Brolga
- Cacatua ciuffogiallo
- Cacatua di Leadbeater
- Cacatua nero codarossa
- Casuario meridionale
- Condor delle Ande
- Civetta ululante
- Diamante cigliarosse
- Diamante codarossa
- Diamante di Gould
- Diamante facciazzurra
- Donacola petto castano
- Emù
- Falco pellegrino
- Kookaburra sghignazzante
- Kookaburra aliblù
- Lodolaio australiano
- Lorichetto dal collare rosso
- Mignattaio
- Nibbio fischiatore
- Occhione Willaroo
- Pappagallo alirosse
- Pappagallo ecletto
- Pappagallo spalledorate
- Parrocchetto della regina Alessandra
- Parrocchetto di Barraband
- Parrocchetto reale australiano
- Pitta arcobaleno
- Rosella cremisi
- Succiamiele del reggente
- Succiamiele di Lewin

### Rettili
- Anaconda verde
- Alligatore americano
- Boa constrictor
- Coccodrillo d'acqua dolce australiano
- Coccodrillo marino
- Drago barbuto
- Drago d'acqua australiano
- Iguana crestata delle isole Figi
- Iguana rinoceronte
- Iguana verde
- Pitone birmano
- Pitone diamantino
- Pitone di ramsay
- Pitone maculato
- Pitone reticolato
- Pitone tappeto
- Pitone verde
- Serpente bruno reale
- Serpente bruno orientale
- Serpente del grano
- Serpente di Collett
- Serpente nero dal ventre rosso
- Serpente tigre nero
- Scinco dalla lingua blu
- Scinco rugoso
- Taipan occidentale
- Tartaruga alligatore
- Tartaruga dalle orecchie rosse
- Tartaruga gigante d'Aldabra
- Tartaruga stellata indiana
- Drago di Komodo
- Varano gigante
- Varano vario
- Vipera della morte

## Sezioni dello zoo

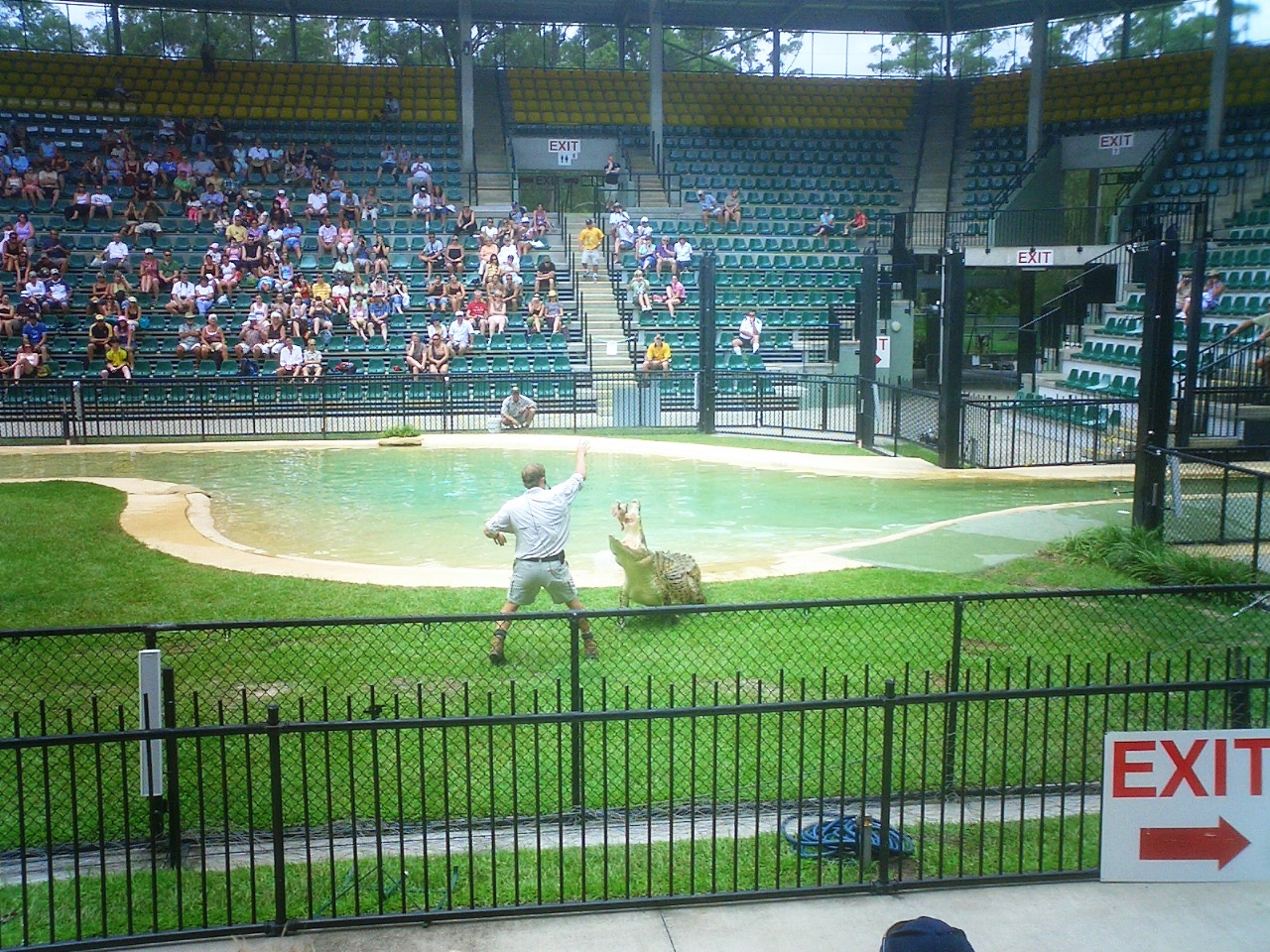
Spettacolo con i coccodrilli al Crocoseum dell'Australia Zoo

### Crocoseum
L'arena "Mount Franklin Crocoseum" dello zoo ha una capienza di 5.000 posti. Viene utilizzato principalmente per spettacoli con animali. Al momento della sua costruzione, era la prima arena al mondo in cui si svolgevano spettacoli e dimostrazioni con serpenti, uccelli e coccodrilli. L'Australia Zoo lo chiama "Australia Zoo Wildlife Warriors Show". Qui vengono anche presentati concerti, come la serie Summer Down Under.

### Africa
Il 17 settembre 2011, l'Australia Zoo aprì la sua nuova mostra africana, chiamata African Safari, una replica multispecie dell'ecosistema del Serengeti, che ospita zebre, rinoceronti bianchi meridionali e giraffe che interagiscono come farebbero in natura. L'area comprende anche un'area separata per i ghepardi, e una sezione separata per i suricati accanto alla grande savana. Per replicare gli ambienti delle savane africane, sono state piantati degli alberi bottiglia del Queensland per replicare i baobab africani e sono state costruite delle finte kopje endemiche dell'Africa meridionale.

### Tiger Temple
Inaugurata nell'aprile 2005, questa sezione ospita sia le tigri di Sumatra sia quelle del Bengala. L'area è stata costruita per assomigliare al tempio di Angkor Wat in Cambogia. È racchiuso su due lati da un vetro e comprende un'area di osservazione subacquea.

### Elephantasia
Elephantasia è un'area a tema asiatico di circa 12 acri (4,9 ettari) aperta nel 2006 ed è il più grande recinto di elefanti asiatici in Australia. Comprende una piscina con fontana e giardini tropicali con aree ombreggiate per gli elefanti dello zoo. Nell'ottobre 2019 l'Australia Zoo importò quattro elefanti di Sumatra. Gli elefanti sono ospitati in Elephantasia a partire da dicembre 2021.

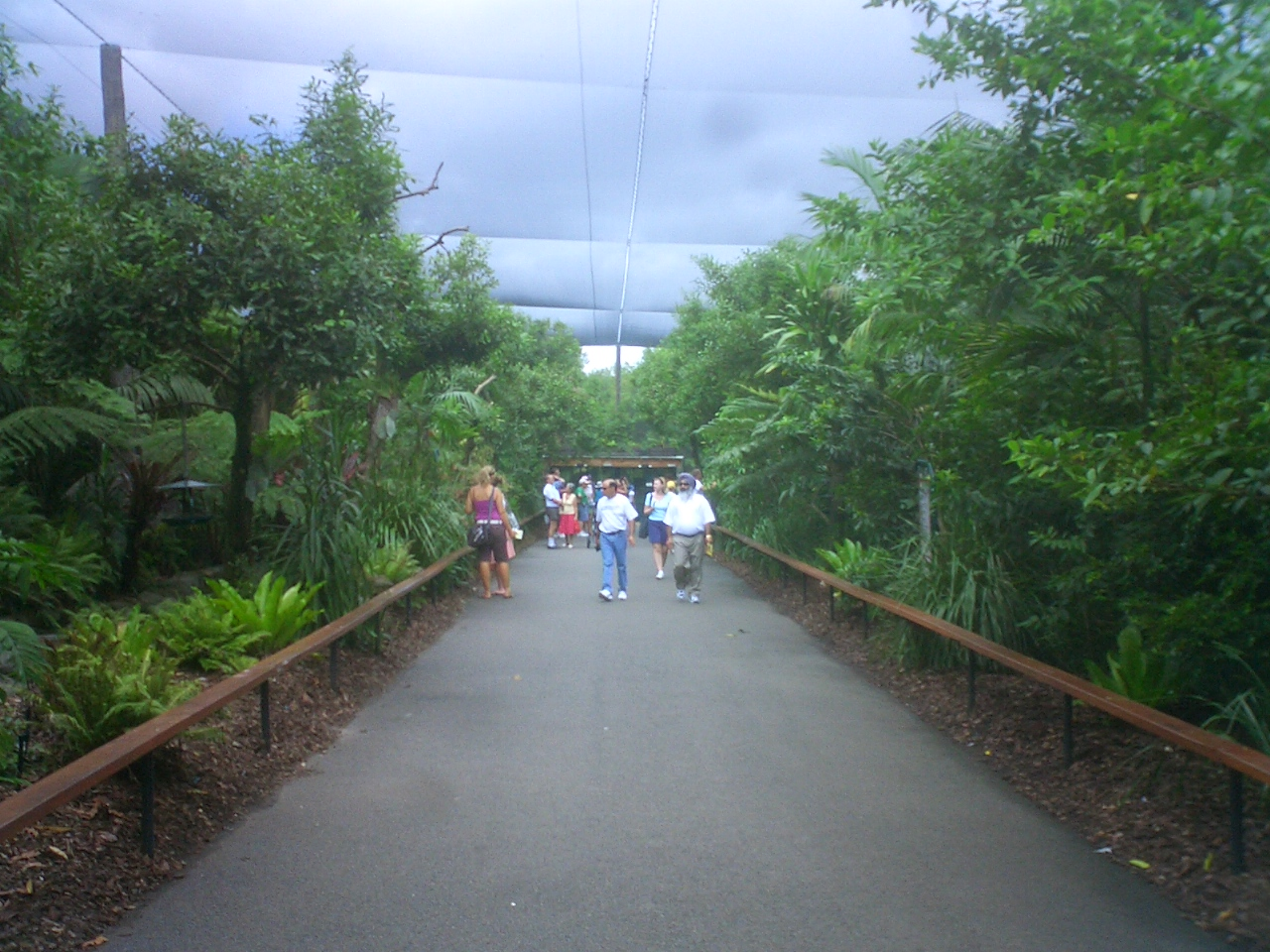
La voliera dell'Australia Zoo

### Rainforest Aviary
La Rainforest Aviary è una voliera pedonale all'aperto che ospita circa 150 uccelli, la maggior parte dei quali originari dell'Australia. Adiacente alla voliera tropicale si trova la voliera Birds of Prey, che ospita varie specie di rapaci e altri uccelli predatori.

### Bindi's Island
Inaugurata accanto alla mostra africana nel dicembre 2014 e intitolata alla figlia di Steve, Bindi's Island è una "casa sull'albero" a tre piani costruita attorno a una replica di un albero di fico. Offre viste panoramiche sull'Australia Zoo, inclusa l'adiacente isola dei lemuri.

## Attività
Lo zoo dispone di quattro recinti attraversabili in cui i visitatori possono entrare e nutrire canguri, wallaby e koala, avendo anche l'opportunità di accarezzare un koala sotto la supervisione del personale.
Lo zoo possiede anche una squadra di animali ambasciatori che passeggiano per il parco insieme ai loro keeper, come alligatori, uccelli, serpenti e lucertole. I visitatori possono farsi fotografare con gli animali e possono acquistare copie professionali dal laboratorio fotografico dello zoo.
Nell'aprile 2019, l'Australia Zoo ha annunciato il progetto da 8 milioni di dollari "Camp Crocodile". Si prevede che l'esperienza del campeggio nella fauna selvatica attirerà oltre 39.000 visitatori sulla Sunshine Coast ogni anno.

## Progetti di conservazione

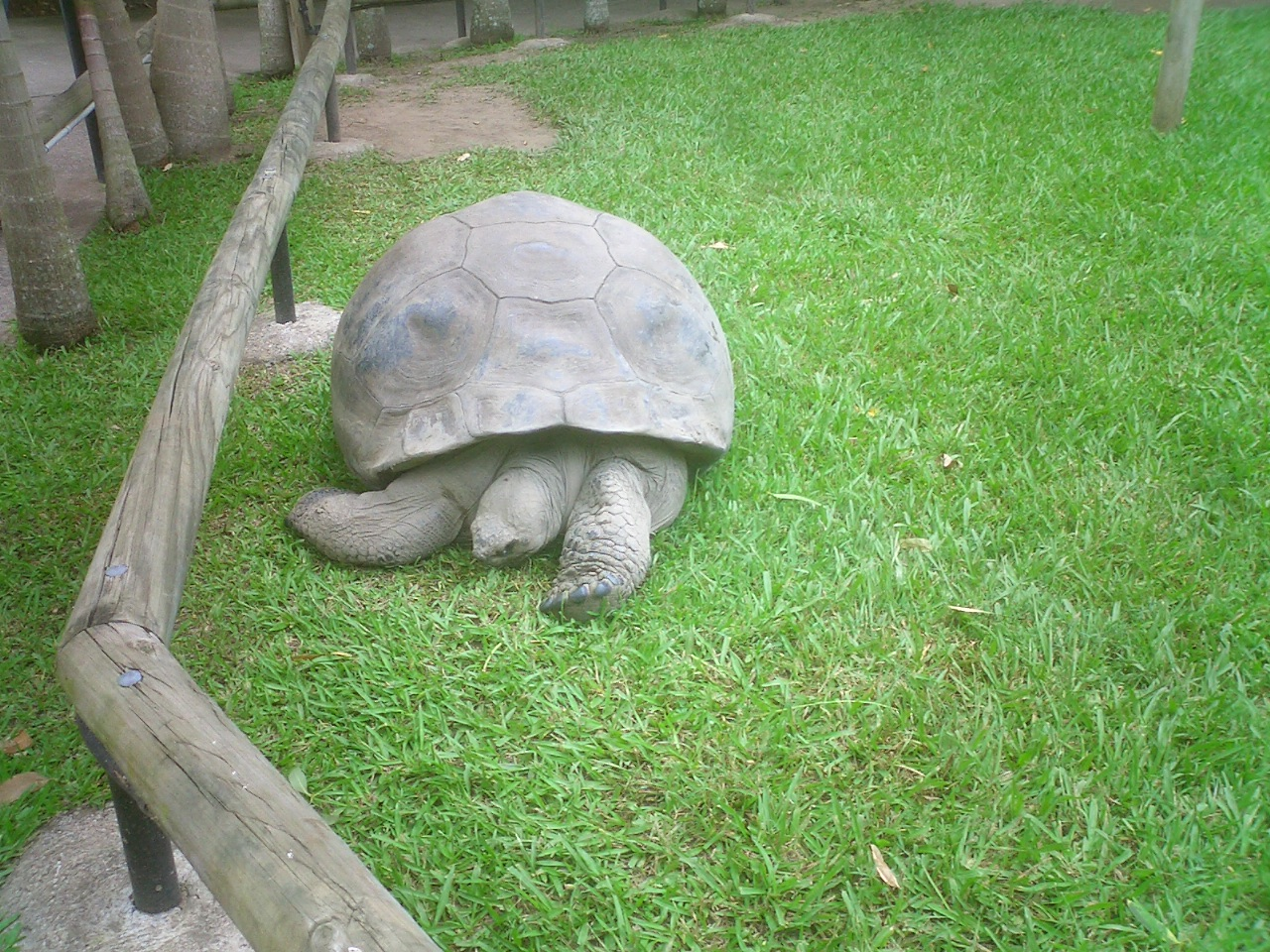
Harriet, la terza tartaruga più vecchia conosciuta, viveva all'Australia Zoo

### Wildlife Warriors
Wildlife Warriors gestisce un'operazione di salvataggio e una stazione di cura per qualsiasi fauna selvatica autoctona che potrebbe essere ferita in incidenti al di fuori dello zoo.

Questo sforzo è ora supportato dall'Australia Zoo Wildlife Hospital di 1.300 metri quadrati situato vicino allo zoo, che può prendersi cura di un massimo di 10.000 animali all'anno, con due sale operatorie, due sale per trattamenti, unità di terapia intensiva per mammiferi, uccelli e rettili e una stanza per raggi X, ed è stato progettato da WD Architects. L'ospedale prende il nome dalla madre di Steve Irwin, Lynn Irwin, morta in un incidente stradale nel 2000.

## Altre proprietà dello zoo

### Steve Irwin Wildlife Reserve
Questa proprietà di 135.000 ettari venne acquisita con l'assistenza del governo australiano come parte del National Reserve System Program. Si trova sulla penisola di Cape York nel Queensland e contiene zone umide alimentate da sorgenti che forniscono una fonte d'acqua all'habitat minacciato e al fiume Wenlock.

### Stazione di Iron Bark (Blackbutt)
L'Australia Zoo ha acquistato l'Iron Bark Station di 1.400 ettari situata a Blackbutt, nel Queensland, nel 1994. Fa parte della Grande Catena Divisoria, dove la costa orientale incontra l'Occidente secco. Altri 132 ettari sono stati acquistati nel 1994 per salvare una popolazione di koala in diminuzione, con meno di 12 koala rimasti nell'area. La direzione ha immediatamente avviato il rimboschimento, inclusi 44.000 alberi d'eucalipto per i koala residenti. Nel 1998 sono stati acquistati altri 132 ettari. Nel 1999 è stata istituita una struttura di rilascio di 2 ettari per riabilitare i marsupiali nativi dell'area. Altri 400 ettari sono stati acquistati nel 1999 con i fondi del Lynn Irwin Memorial fund (ora Wildlife Warriors Worldwide) e altri 730 ettari sono stati aggiunti nel 2002. Nel 2007, Bob Irwin è diventato manager a tempo pieno della stazione.

### Mourachan (St. George)
Questa area di conservazione è stata creata per proteggere specie in via d'estinzione, come il pitone di ramsay e lo scinco yakka. Consiste in 47 419 ettari, in cui sono stati creati vari tipi di habitat, dall'Australia Zoo e dall'Australia Zoo Wildlife Warriors.
È un luogo in cui le specie in via di estinzione possono ristabilire le proprie popolazioni e, a partire dal 2015, Terri ha acquistato altri 13.350 ettari di terreno per espandere questo habitat di conservazione.